# Васькино (Моргауський район)
Ва́ськино (рос. Васькино, чув. Ваçкасси) — присілок у Чувашії Російської Федерації, центр Александровського сільського поселення Моргауського району.
Населення — 283 особи (2010; 293 в 2002, 284 в 1979; 339 в 1939, 386 в 1926, 330 в 1906, 240 в 1859).

## Історія
Історичні назви — Янасал, Васькін, Федеркін. Утворився як виселок села Ойкаси-Єнасал (Александровське). До 1866 року селяни мали статус державних, займались землеробством, тваринництвом, виробництвом взуття та корзин. На початку 20 століття діяв вітряк. 1930 року створено колгосп «Ілліч». До 1927 року присілок перебував у складі Шуматівської волості Ядрінського повіту. 1927 року присілок переданий до складу Аліковського району, 1939 року — до складу Совєтського, 1956 року — до складу Моргауського, 1959 року — повернутий до складу Аліковського, 1962 року — до складу Ядрінського, 1964 року — повернутий до складу Моргауського району.

## Господарство
У присілку діють школа, фельдшерсько-акушерський пункт, клуб, бібліотека, музей, пошта та 2 магазини.